# Forcipomyia jocosa
Forcipomyia jocosa är en tvåvingeart som beskrevs av Saunders 1956. Forcipomyia jocosa ingår i släktet Forcipomyia och familjen svidknott. Inga underarter finns listade i Catalogue of Life.